# 989年
| 千纪： | 1千纪 |
| 世纪： | 9世纪 \| 10世纪 \| 11世纪                                                                                    |
| 年代： | 950年代 \| 960年代 \| 970年代 \| 980年代 \| 990年代 \| 1000年代 \| 1010年代                                  |
| 年份： | 984年 \| 985年 \| 986年 \| 987年 \| 988年 \| 989年 \| 990年 \| 991年 \| 992年 \| 993年 \| 994年              |
| 纪年： | 己丑年（牛年）；于阗天兴四年；契丹統和七年；北宋端拱二年；大理明聖元年；越南兴统元年；日本永延三年，永祚元年 |

## 大事记
- 北宋為了防止遼軍偷襲運糧隊而在徐河（今河北省徐水縣南）發起徐河之戰。戰役最終以宋軍勝利並成功地將遼軍驅逐出境告終，此後數年內遼軍均沒有再有進犯。
- 基輔羅斯的弗拉基米尔一世和拜占庭皇帝巴西爾二世的妹妹安娜在克里米亞完婚，羅斯的戰士加入了巴西爾二世的軍隊，被組建成瓦蘭吉衛隊。
- 拜占庭皇帝巴西爾二世親率瓦蘭吉衛隊在克律索波利斯平定巴爾達斯·福卡斯將軍的叛亂，福卡突發中風落馬暴斃，其手下士卒盡作鳥獸散。

## 出生
- 范仲淹（989年－1052年，63岁），字希文，谥文正，北宋政治家、文学家、军事家

## 逝世
- 潘皇后 (宋真宗)，宋真宗第一任妻子，北宋名將、忠武軍節度潘美第八女。
- 宋偓，五代十国到北宋初年将领。后唐庄宗李存勖外孙，后汉高祖刘知远之婿。其生母为后唐义宁公主。
- 陳摶，宋朝道士。